# Білоцерківська волость (Васильківський повіт)
Білоцерківська волость — адміністративно-територіальна одиниця Васильківського повіту (з 1919 року - Білоцерківського повіту) Київської губернії з центром у містечку (з 1919 року повітовому місті) Біла Церква.

## Опис
Станом на 1861 рік до складу волості входило м. Біла Церква.
Станом на 1900 рік складалася з 2 поселень — 1 містечка з 3 передмістями (Заріччя, Олександрія, Роток) та 1 села. Населення — 48374 осіб (24113 чоловічої статі та 24161 — жіночої).
З перетворенням 1919 року Білої Церкви на повітове місто, його було вилучено зі складу волості, натомість зі складу Білої Церкви було вилучено передмістя Заріччя, Олександрія, Роток, надано їм статусу сіл та включено до складу волості. Також до волості було приєднано село Піщана, що доти входила до складу Гребінківської волості.
За даними 1920 року, налічувалося 2982 двори, мешкало 14 494 особи.
Входили поселення:
- Передмістя Олександрія
- село Глибочка
- передмістя Заріччя
- маєтність Катеринка
- село Піщана
- передмістя Роток
- маєтності Сухий Яр та Степок

|                     | Площа, десятин | У тому числі орної, десятин |
| ------------------- | -------------- | --------------------------- |
| Сільських громад    | 8185           |                             |
| Приватної власності | 3777 1/2       |                             |
| Іншої власності     | 194 1/2        |                             |
| Загалом             | 12157          | 9141                        |

Поселення волості:
- містечко Біла Церква — власницьке містечко при річці Рось, за 45 верст від повітового міста. 47771 особа, 4231 двір, залізнична, телеграфна, поштова та поштово-земська станції. 5 православних церков, римо-католицький костел, каплиця, єврейська синагога, 13 єврейських молитовних будинків, лютеранська кирха, чоловіча і жіноча гімназії, єврейське 2-класне міністерське народне училище, 1-класна народна міністерська школа, 2-класна народна міністерська школа, 3 парафіяльні школи, чавуноливарний завод, 2 вальцьових водяних млини, звичайний водяний млин, пивоварний завод, 2 медоварні, 4 слюсарних майстерні, 42 кузні, 5 цегелень, тютюнова фабрика, гільзова фабрика, 4 миловарні, 6 шкіряних заводів, 13 крупорушок, казенний винний склад, 2 кондитерські фабрики, 2 маслобійні, 2 готелі, трактир, 3 винні погреби, 15 постоялих дворів, сільський банк, 3 аптеки, богадільня, дитячий притулок.
- Глибочка — власницьке село, за 51 версту від повітового міста, 603 особи, 130 дворів, школа грамоти, вальцьовий млин.